# ISO 3166-2:GM
ISO 3166-2:GM es la entrada para Gambia en ISO 3166-2, parte de los códigos de normalización ISO 3166 publicados por la Organización Internacional de Normalización (ISO), que define los códigos para los nombres de las principales subdivisiones (p.ej., provincias o estados) de todos los países codificados en ISO 3166-1.
En la actualidad, para Gambia los códigos ISO 3166-2 se definen para 1 ciudad y 5 divisiones. Banjul es la capital del país y tiene un estatus especial, equiparable al de las divisiones.
Cada código consta de dos partes, separadas por un guion. La primera parte es GM, el código ISO 3166-1 alfa-2 para Gambia. La segunda parte tiene una letra. El código para Central River viene de su anterior nombre, Isla de MacCarthy.

## Códigos actuales
Los nombres de las subdivisiones se ordenan según el estándar ISO 3166-2 publicado por la Agencia de Mantenimiento ISO 3166 (ISO 3166/MA).
Pulsa sobre el botón en la cabecera para ordenar cada columna.
| Código | Nombre de la subdivisión | Categoría de la subdivisión |
| ------ | ------------------------ | --------------------------- |
| GM-B   | Banjul                   | ciudad                      |
| GM-M   | Central River            | división                    |
| GM-L   | Lower River              | división                    |
| GM-N   | North Bank               | división                    |
| GM-U   | Upper River              | división                    |
| GM-W   | Western                  | división                    |

## Cambios
Los siguientes cambios a la entrada figuran en el listado del catálogo en línea de la ISO:
| Fecha real del cambio   | Breve descripción del cambio                                                                 |
| ----------------------- | -------------------------------------------------------------------------------------------- |
| 17 de marzo de 2017     | Cambio del nombre completo                                                                   |
| 31 de marzo de 2016     | Cambio del nombre completo                                                                   |
| 27 de diciembre de 2015 | Actualización de la lista de fuentes                                                         |
| 18 de diciembre de 2014 | Alineación de los nombres en inglés: abreviatura en minúsculas y nombre completo, con UNTERM |
| 3 de noviembre de 2014  | Actualizar el origen de la lista                                                             |